# Берберские языки
Берберские (бербе́ро-ливи́йские) языки — языки берберов, одна из двух подсемей берберо-гуанчской семьи, входящей в афразийскую макросемью. Второй подсемьёй являются малоизученные гуанчские (канарские) языки (известно несколько сот единиц словаря гуанчей), которые могут быть одной из ветвей берберских языков. Общее число говорящих точно не известно и может составлять от 17 до 30 млн чел.
Название «берберы» происходит от греч. βάρβαροι, лат. barbari, или араб. ʔal-barbaru; их самоназвание — imaziɣən / ⵉⵎⴰⵥⵉⴴⴻⵏ (имазигхен), ед. ч. — amaziɣ /ⴰⵎⴰⵥⵉⴴ (амазигх), откуда самоназвание языка — tamaziɣt / ⵜⴰⵎⴰⵥⵉⵖⵜ (тамазигхт). Название «берберо-ливийские» призвано указать на включение возможно родственных древних языков Северной Африки («ливийских»), точное соотношение которых с современными берберскими языками не вполне ясно: они могут оказаться одной из отдельных ветвей или входить в разные известные ветви.
Большинство берберских языков отличается большим количеством заимствований из арабского. Так, доля заимствований из этого языка сегодняшнем словарном составе кабильского языка составляет от 35 % до 46 %; рифского — 44,9 %. Арабское влияние прослеживается также в их фонетике.

## Распространение

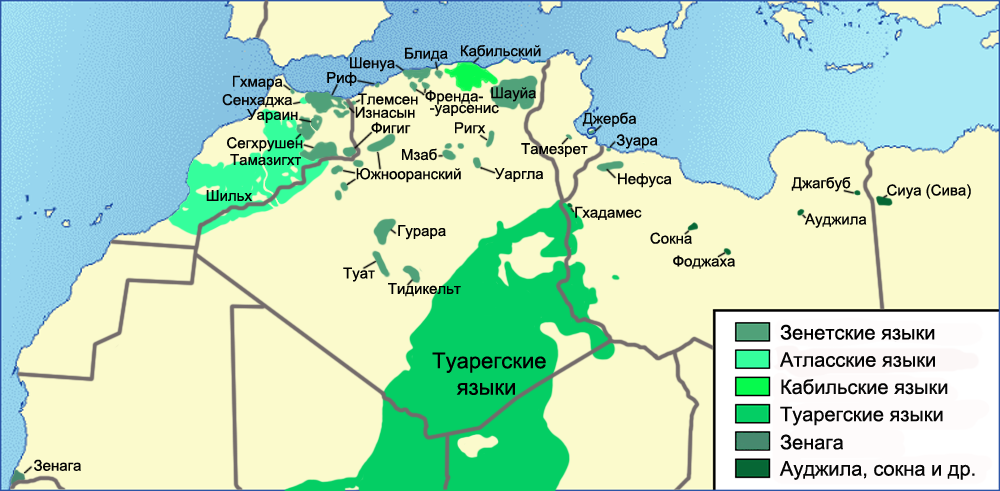
Карта распространения берберских языков

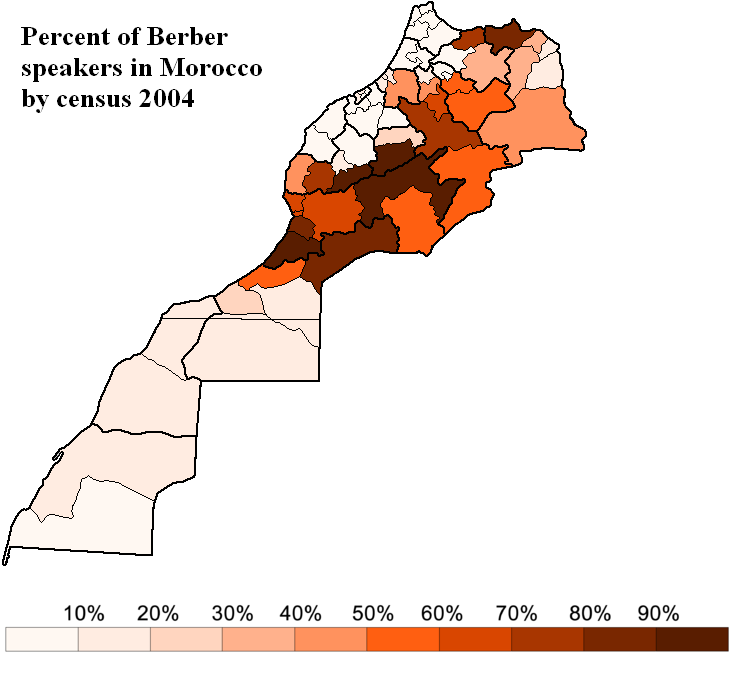
Доля говорящих на берберских языках в областях и провинциях Марокко (по данным переписи 2004 года)

Берберские языки распространены по территории Северной Африки от Средиземноморского побережья до рек Сенегал и Нигер на юге и от Атлантического побережья до западного Египта на востоке. Они представлены в следующих странах:
- Марокко — по разным данным, от 7,5 млн (2004)[9] до 12 млн говорящих (1997)[10]; тамазигхт является официальным языком наряду с арабским согласно новой конституции от 1 июля 2011 года[11],
- Алжир (13,7 млн.),
- Тунис (30 тыс.),
- Ливия (ок. 200 тыс.),
- Нигер (св. 700 тыс.),
- Мали (ок. 450 тыс.),
- Мавритания (200—300 чел.),
- Египет (30 тыс.)[12],
- Буркина-Фасо (св. 200 тыс.),
- возможно также Нигерия и Сенегал.

В результате недавних миграций часть носителей оказалась в Израиле (еврейско-берберские диалекты) и Франции.

## Ранняя история
Отделение носителей праберберо-гуанчского от близких им прачадцев и праегиптян произошло в долине Нила в 6 тысячелетии до н. э., после чего первые двинулись на запад (это отражено в наскальных изображениях Сахары). С начала 3 тысячелетия до н. э. праберберо-ливийцы засвидетельствованы как западные соседи Египта (в текстах Древнего Царства и египетском искусстве). Язык-предок современных берберских языков разделился в конце 2 тысячелетия до н. э. вслед за крупными поражениями «народов моря» и их союзников-ливийцев от египтян, возможно, повлекшими за собой уход части ливийских племён от границ Египта и их рассеяние в западном и юго-западном направлениях. Колонизировав средиземноморское побережье, они в VII—XI вв. были частью оттеснены арабами вглубь континента, частью перешли на арабский язык. 

## Классификация
Общепризнанно выделение западной, северной и южной ветвей; относительно положения восточно-берберских языков существуют разные мнения. Отдельно рассматриваются древние ливийские языки, от которых сохранилось слишком мало сведений. В целом, известно около 45 живых языков и несколько вымерших. По конфессиональному признаку выделяются еврейско-берберские диалекты.

### Западная ветвь
Западноберберская ветвь включает два языка — зенага (число носителей — 200—300 чел., распространён на юго-западе Мавритании и, возможно, на северо-западе Сенегала) и тешеррет.

### Северная ветвь
Северноберберская ветвь делится на 3 языковые группы: атласскую, зенетскую и кабильскую.
- Атласская группа (центр Марокко: Атласские горы, запад Алжира) состоит из 3 подгрупп, включающих 9 языков, причём сенхаджа несколько ближе к шильхской, чем к центрально-атласской подгруппе; иногда к атласской группе относят язык сегхрушен (часто рассматриваемый как язык зенетской группы).
  - Шильхская подгруппа (ташельхит) (горы Антиатласа, запад Высокого Атласа и долина реки Сус на западе Марокко; около 4 млн чел.): языки старошильхский, сусский, высокоатласский шильхский, антиатласский шильхский и южношильхский.
  - Тамазигхтская (центрально-атласская) подгруппа (горы Центрального Атласа в центре Марокко; свыше 3 млн чел.): языки среднеатласский тамазигхтский, восточно-высокоатласский тамазигхтский и демнатский.
  - Язык сенхаджа (сенхаджа-сраир) (север Марокко, горы Эр-Риф).
- Зенетская группа включает наибольшее количество языков (свыше 20), объединяемых в 6 подгрупп:
  - Сегхрушенский язык (север Марокко).
  - Северо-западно-зенетская подгруппа (север Марокко, северо-запад Алжира): языки рифский (тарифит) и почти вымершие гхмара, изнасынско-уараинский и, возможно, тлемсенский.
  - Северо-восточно-зенетская подгруппа (северный Алжир) включает языки бассейна реки Шелифф (шенуа, френда-уарсенис, блидский) и язык шауйя.
  - Западносахарская подгруппа (юго-запад Алжира и восток Марокко): туат, тидикельт (тит), гурара, южнооранский, фигиг.
  - Подгруппа мзаб-уаргла (оазисы по северо-восточному краю алжирской Сахары): мзаб, уаргла, ригх (туггурт).
  - Восточнозенетская подгруппа: сенед, джерби, тамезрет в Тунисе (30 тыс.), зуара и нефуса на северо-западе Ливии (свыше 150 тыс. говорящих).
- Кабильская группа (северо-восточный Алжир; 4-5 млн чел.): кабильский язык с диалектами Большой и Малой Кабилии.

### Восточная ветвь
Восточноберберские языки часто рассматриваются как 2 независимые ветви, причём с разным составом языков. Включает семь живых языков и один вымерший: гхадамесский, сокна, фоджаха, тмесса, ауджила, джагбубский, зургский (куфра) (оазисы Ливии; около 20 тыс. чел.) и сива (сиуа) (оазис Сива в северо-западном Египте; около 10 тыс. чел.).

### Южная (туарегская) ветвь
Языки туарегской ветви распространены в центральной Сахаре (Алжир, Мали, Нигер, Ливия, Буркина-Фасо, Нигерия, Чад) и насчитывают около 1,9 млн носителей. Делятся на 3 группы, которые в соответствии с рефлексами *z (в частности, в самоназвании *tămāzəq) называются sha (тамашек, юго-западная), za (тамажек, юго-восточная) и ha (тамахак, северная).
- Севернотуарегская группа (76 тыс. чел.): языки западнотамахакский (включая ахнет, тайток, ахаггар, или тахаггарт) и восточнотамахакский (включая гхат, ажжер, урагхен, тимасинин);
- юго-западная туарегская группа (480 тыс. чел.): язык тамашек с наречиями танеслемт, тадгхак, даусак, кель арокас и другими;
- юго-восточная туарегская группа (1,3 млн чел.): язык тамажек с наречиями тауллеммет, аир (таярт) и борку.

### Древнеливийские языки
К берберским языкам относят мёртвые древнеливийские языки трёх групп памятников: феццанско-триполитанских, западно-нумидийских и восточно-нумидийских, относящихся к концу 1-го тыс. до н. э. — первой половине 1-го тыс. н. э.. Записаны древнеливийским письмом, несколько надписей сделаны латиницей.

## Письменность
К древнеливийскому письму восходит единственный исконно берберский алфавит, донесённый до наших дней туарегами Сахары, — тифинаг. В настоящее время его пытаются применять и для записи северноберберских языков — в частности, в Марокко он официально введён в школьное преподавание. В Алжире более часто используется латиница, которая является официальной для записи берберских языков также в Нигере и Мали. Арабское письмо, применявшееся для записи берберских языков со Средних веков, сейчас сохраняется, в основном, в Марокко и Ливии.